# Platyspathius filicornis
Platyspathius filicornis är en stekelart som först beskrevs av Günther Enderlein 1912.  Platyspathius filicornis ingår i släktet Platyspathius och familjen bracksteklar. Inga underarter finns listade i Catalogue of Life.